# Arhopala
Genre
Arhopala est un genre d'insectes lépidoptères de la sous-famille des Theclinae (famille des Lycaenidae) et compte plus de 200 espèces localisées dans la zone Asie-Pacifique. En anglais ces espèces sont appelées Oakblues.

## Liste d'espèces

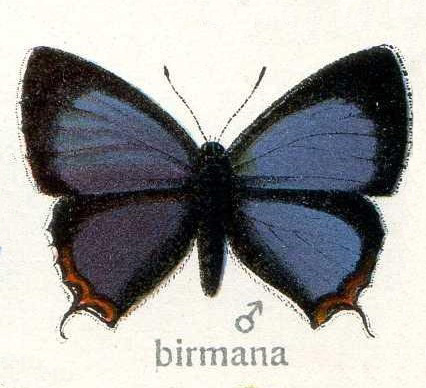
Arhopala birmana mâle.

## Incertae sedis
- Arhopala aberrans (de Nicéville, [1889]) – Pale Bushblue
- Arhopala acetes
- Arhopala aeeta de Nicéville, [1893]
- Arhopala alax (Evans, 1932) – Silky Oakblue
- Arhopala alexandrae Schröder & Treadaway, 1978
- Arhopala anamuta Semper, 1890
- Arhopala annulata (Felder, 1860)
- Arhopala argentea Staudinger, 1888
- Arhopala aronya (Hewitson, 1869)
- Arhopala arsenius (C. & R.Felder, [1865])
- Arhopala asinarus C. & R.Felder, [1865]
- Arhopala asopia (Hewitson, [1869]) – Plain Tailless Oakblue
- Arhopala atrax – Dark Broken-band Oakblue, Indian Oakblue (type species of Satadra)
- Arhopala bella Bethune-Baker, 1896
- Arhopala birmana – Burmese Bushblue
- Arhopala brooksiana Corbet, 1941
- Arhopala comica de Nicéville, 1900 – Comic Oakblue
- Arhopala curiosa (Evans, 1957)
- Arhopala davaona Semper, 1890
- Arhopala dodonaea Moore, 1857 – Pale Himalayan Oakblue
- Arhopala dohertyi Bethune-Baker, 1903
- Arhopala eridanus
- Arhopala grandimuta Seki, 1993
- Arhopala halma
- Arhopala halmaheira
- Arhopala hellenoroides Chou & Gu, 1994
- Arhopala hesba (Hewitson, 1869)
- Arhopala hinigugma Takanami, 1985
- Arhopala hylander
- Arhopala ilocana Osada & Hashimoto, 1987
- Arhopala irregularis Bethune-Baker, 1903
- Arhopala japonica (Murray, 1875)
- Arhopala lata (Evans, 1957)
- Arhopala luzonensis Takanami & Ballantine, 1987
- Arhopala matsutaroi (Hayashi, 1979)
- Arhopala mindanensis
- Arhopala mizunumai
- Arhopala myrtha (Staudinger, 1889)
- Arhopala nakamotoi
- Arhopala nicevillei Bethune-Baker, 1903
- Arhopala ocrida (Hewitson, 1869)
- Arhopala ormistoni – Ormiston's Oakblue
- Arhopala pabihira
- Arhopala paramuta (de Nicéville, [1884]) – Hooked Oakblue
- Arhopala phryxus Boisduval, 1832
- Arhopala pseudovihara (Hayashi, 1981)
- Arhopala qiongdaoensis Chou & Gu, 1994
- Arhopala quercoides
- Arhopala rudepoema Seki, [1995]
- Arhopala sakaguchii (Hayashi, 1981)
- Arhopala sangira Bethune-Baker, 1897
- Arhopala schroederi
- Arhopala siabra
- Arhopala simoni Schröder & Treadaway, 1999
- Arhopala singla (de Nicéville, 1885) – Yellow-disk Oakblue
- Arhopala staudingeri Semper, 1890
- Arhopala straatmani
- Arhopala tephlis
- Arhopala theba (Hewitson, [1863])
- Arhopala tindongani Nuyda & Takanami, 1990
- Arhopala trionaea Semper, 1890 (camdeo group?)
- Arhopala weelii
- Arhopala zeta

## Vues
| Espèce            | Vue latérale      | Vue de dessus     | Répartition                   |
| Arhopala atosia   |                   |                   | Laos                          |
| Arhopala japonica | Arhopala japonica | Arhopala japonica | Japon, Corée, Taiwan.         |
| Arhopala paramuta | Arhopala paramuta |                   | Depuis l'Assam jusqu'à Taiwan |